# Leichtathletik-Weltmeisterschaften 2007/10.000 m der Männer

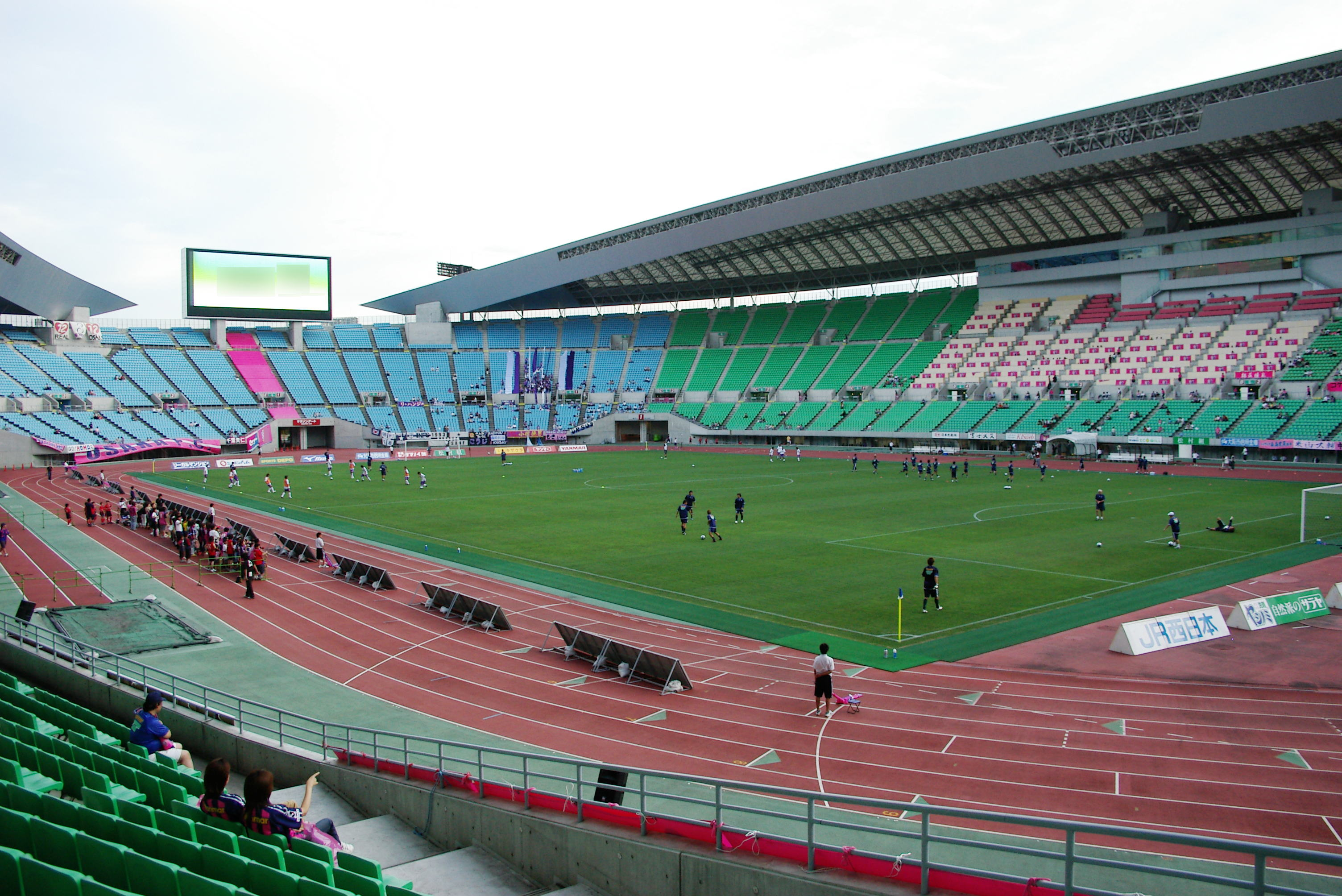
Das Nagai-Stadion in Osaka im Jahr 2004

Der 10.000-Meter-Lauf der Männer bei den Leichtathletik-Weltmeisterschaften 2007 wurde am 27. August 2007 im Nagai-Stadion der japanischen Stadt Osaka ausgetragen.
Die Langstreckenläufer aus Äthiopien erzielten in diesem Wettbewerb mit Gold und Silber einen Doppelerfolg.

Weltmeister wurde mit Kenenisa Bekele der in diesen Jahren dominierende Läufer auf dieser Distanz. Er war der aktuelle Olympiasieger, Sieger der beiden vorangegangenen Austragungen dieses Wettbewerbs bei den Leichtathletik-Weltmeisterschaften und Inhaber des Weltrekords. Außerdem hatte er über 5000 Meter 2004 Olympiasilber und 2003 WM-Bronze gewonnen. Auf dieser kürzeren Bahndistanz war er darüber hinaus amtierender Afrikameister.

Den zweiten Rang belegte der Olympiazweite von 2004, Vizeweltmeister von 2005 und WM-Dritte von 2003 Sileshi Sihine. Er hatte 2005 außerdem WM-Silber über 5000 Meter gewonnen.

Bronze ging an den Kenianer Martin Irungu Mathathi.
Das Rennen wurde in hohem Maße dominiert von den Läufern aus Afrika. Auf den Rängen eins bis sechs fanden sich Athleten aus Äthiopien, Kenia und Eritrea. Als Siebter erreichte der für die Vereinigten Staaten startende Abdi Abdirahman das Ziel. Allerdings stammte auch er als ursprünglicher Somalier aus Afrika. So war der neuntplatzierte US-Amerikaner Dathan Ritzenhein bester nicht-afrikanischer Athlet.
Dieser Wettbewerb ist bis heute bei allen Leichtathletik-Weltmeisterschaften (einschließlich WM 2022) der einzige Wettkampf, an dem kein Sportler bzw. keine Sportlerin aus Europa teilnahm.

## Bestehende Rekorde
| Weltrekord               | 26:17,53 min | Kenenisa Bekele | Brüssel, Belgien             | 26. August 2005 |
| Weltmeisterschaftsrekord | 26:49,57 min | Kenenisa Bekele | WM 2003 in Paris, Frankreich | 24. August 2003 |

Der bestehende WM-Rekord wurde bei diesen Weltmeisterschaften nicht eingestellt und nicht verbessert.
Das Rennen war mit einer Endzeit von knapp über 27 Minuten sehr schnell, das Feld war am Ende weit auseinandergerissen. Aber die Rekorde waren derart hochklassig, dass sie hier nicht erreicht wurden.

## Durchführung
Bei nur 22 Teilnehmern waren keine Vorläufe notwendig, alle Läufer traten gemeinsam zum Finale an.

## Finale

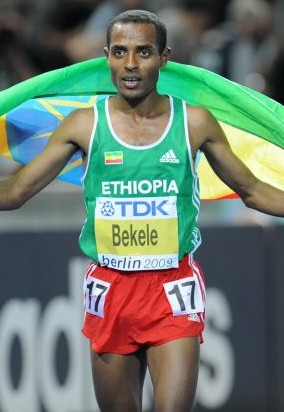
Der aktuelle Olympiasieger und Weltrekordinhaber Kenenisa Bekele wurde zum dritten Mal in Folge Weltmeister

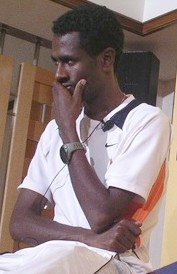
Sileshi Sihine erweiterte seine Medaillensammlung um erneutes Silber

27. August 2007, 21:40 Uhr
| Platz | Name                      | Nation     | Zeit (min) |
| ----- | ------------------------- | ---------- | ---------- |
| 1     | Kenenisa Bekele           | Äthiopien  | 27:05.90   |
| 2     | Sileshi Sihine            | Äthiopien  | 27:09.03   |
| 3     | Martin Irungu Mathathi    | Kenia      | 27:12.17   |
| 4     | Zersenay Tadese           | Eritrea    | 27:21.37   |
| 5     | Josphat Muchiri Ndambiri  | Kenia      | 27:31.41   |
| 6     | Gebregziabher Gebremariam | Äthiopien  | 27:44.58   |
| 7     | Abdi Abdirahman           | USA        | 27:56.62   |
| 8     | Josphat Kiprono Menjo     | Kenia      | 28:25.67   |
| 9     | Dathan Ritzenhein         | USA        | 28:28.59   |
| 10    | Boniface Toroitich Kiprop | Uganda     | 28:30.99   |
| 11    | Galen Rupp                | USA        | 28:41.71   |
| 12    | Kensuke Takezawa          | Japan      | 28:51.69   |
| 13    | Tadese Tola               | Äthiopien  | 28:51.75   |
| 14    | Alejandro Suárez          | Mexiko     | 28:52.19   |
| 15    | Wilson Kipkemei Busienei  | Uganda     | 29:24.72   |
| 16    | Dickson Marwa             | Tansania   | 29:25.91   |
| 17    | Kazuhiro Maeda            | Japan      | 29:48.17   |
| 18    | Michael Aish              | Neuseeland | 30:34.16   |
| DNF   | Ahmad Hassan Abdullah     | Katar      |            |
| DNF   | Khalid El Aamri           | Marokko    |            |
| DNF   | Essa Ismail Rashed        | Katar      |            |
| DNF   | Simon Bairu               | Kanada     |            |
| DNS   | David Galván              | Mexiko     |            |
| DNS   | Ali Hasan Mahbood         | Bahrain    |            |

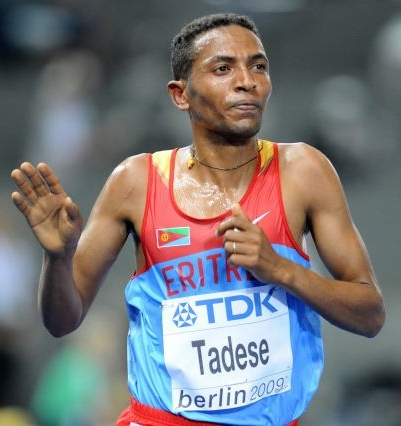
Zersenay Tadese belegte Rang vier
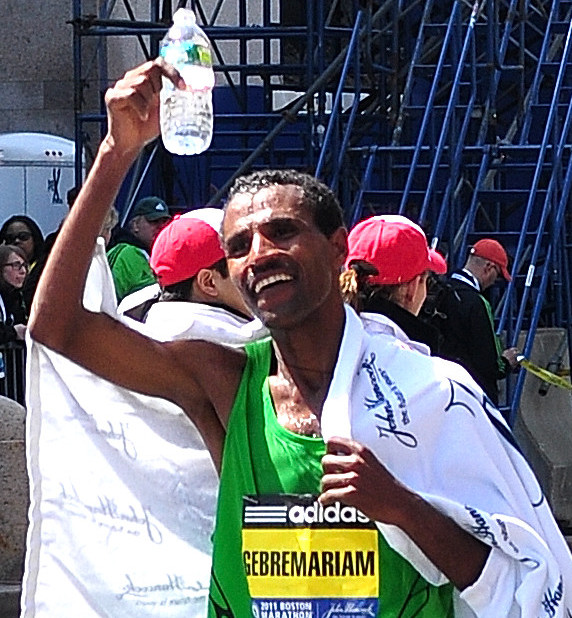
Gebregziabher Gebremariam kam auf den sechsten Platz
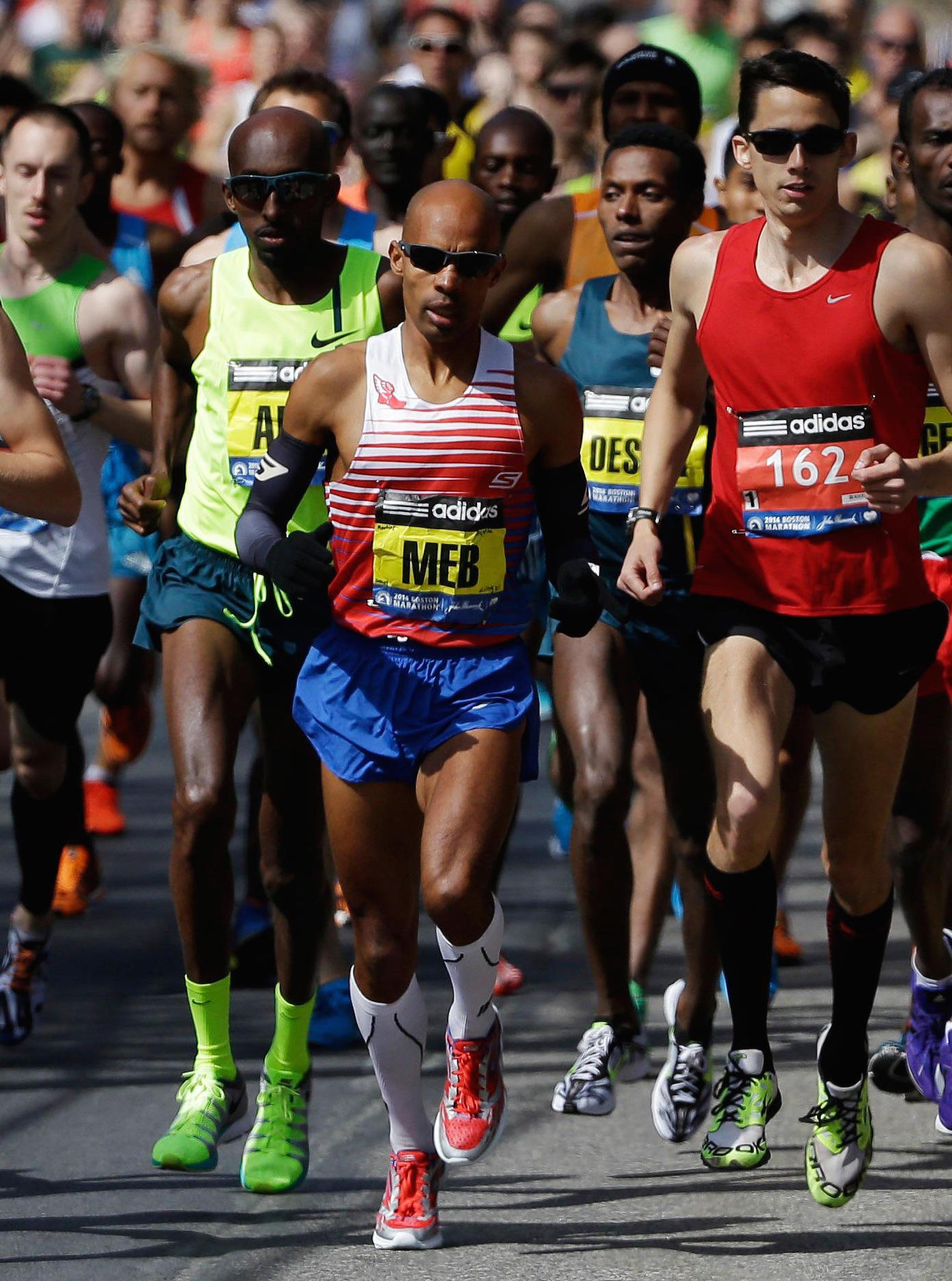
Abdi Abdirahman (gelbes Trikot, hier beim Boston-Marathon 2014) erreichte Platz sieben

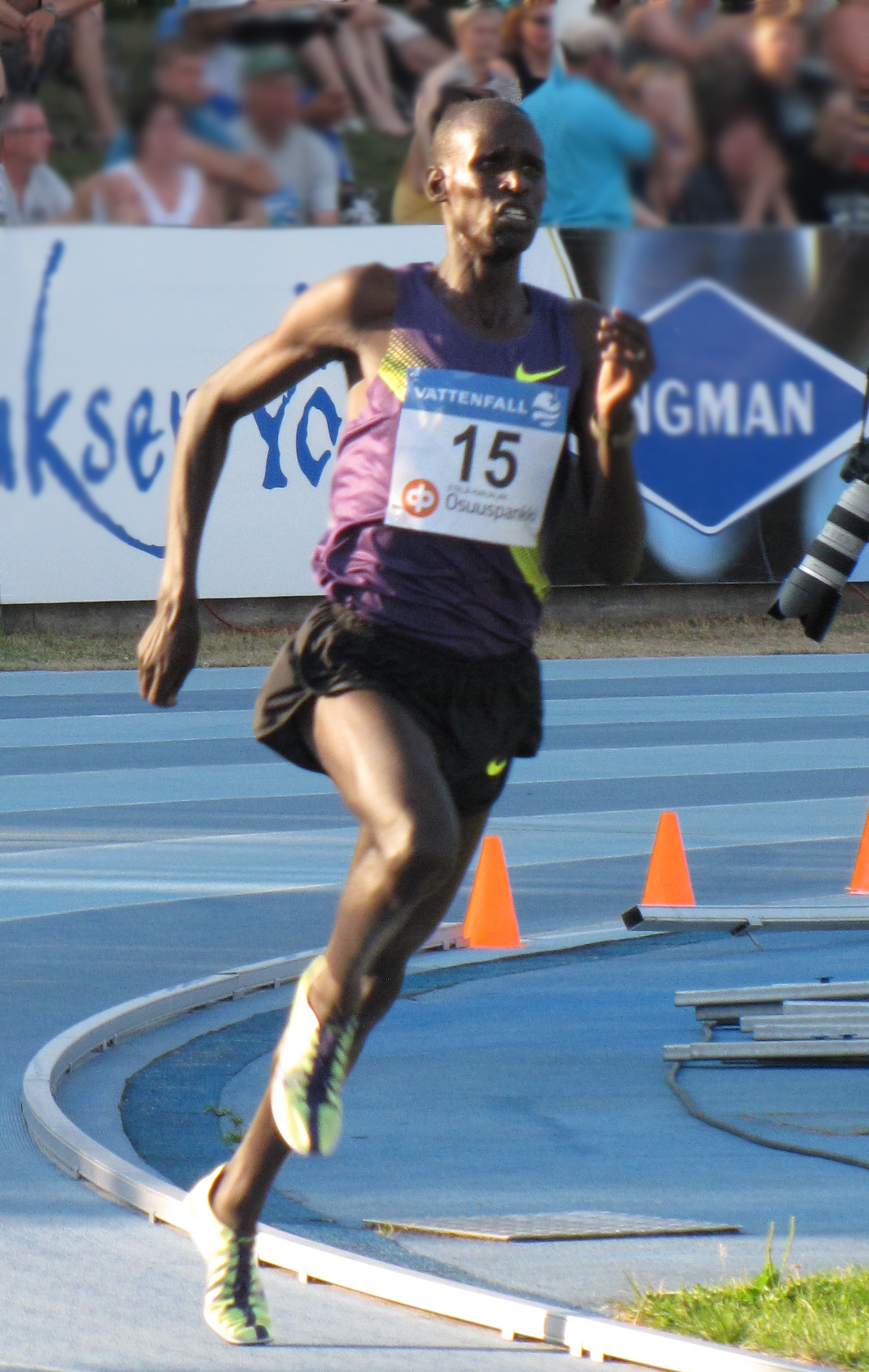
Der achtplatzierte Josphat Kiprono Menjo
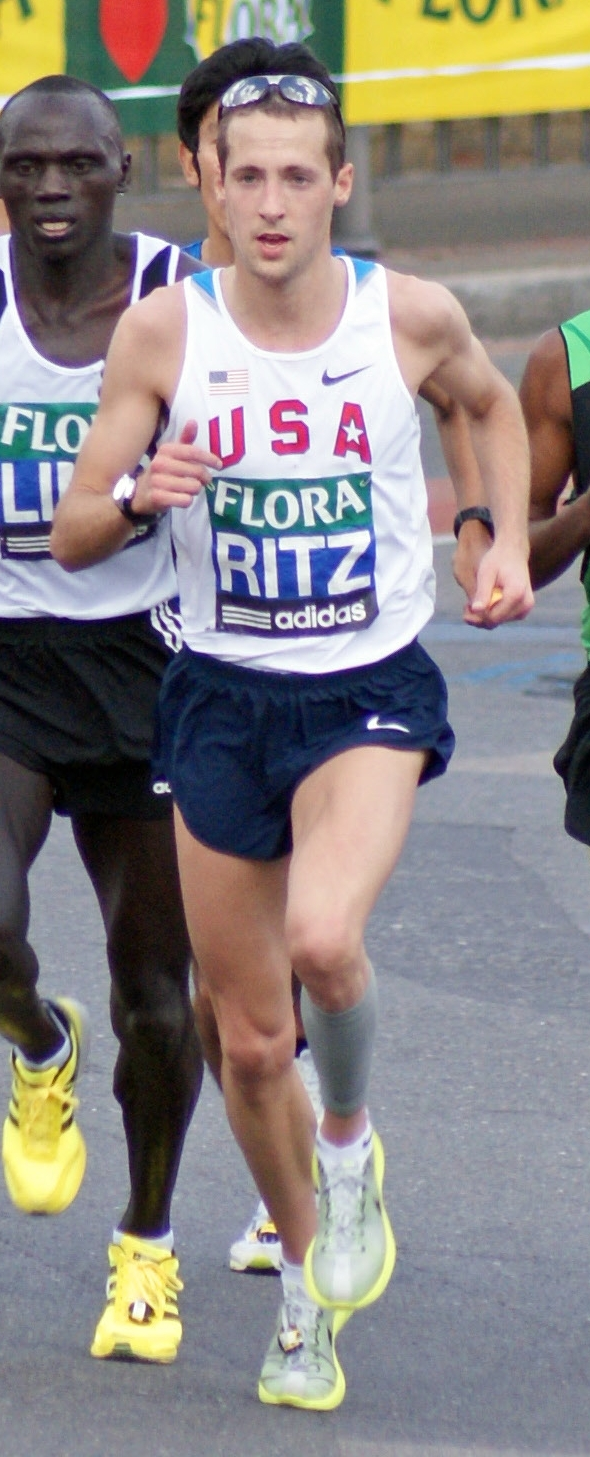
Dathan Ritzenhein wurde als bester nicht-afrikanischer Läufer Neunter
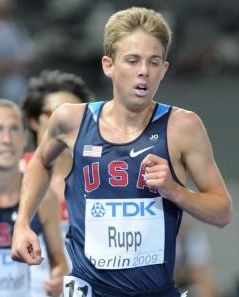
Rang elf für Galen Rupp
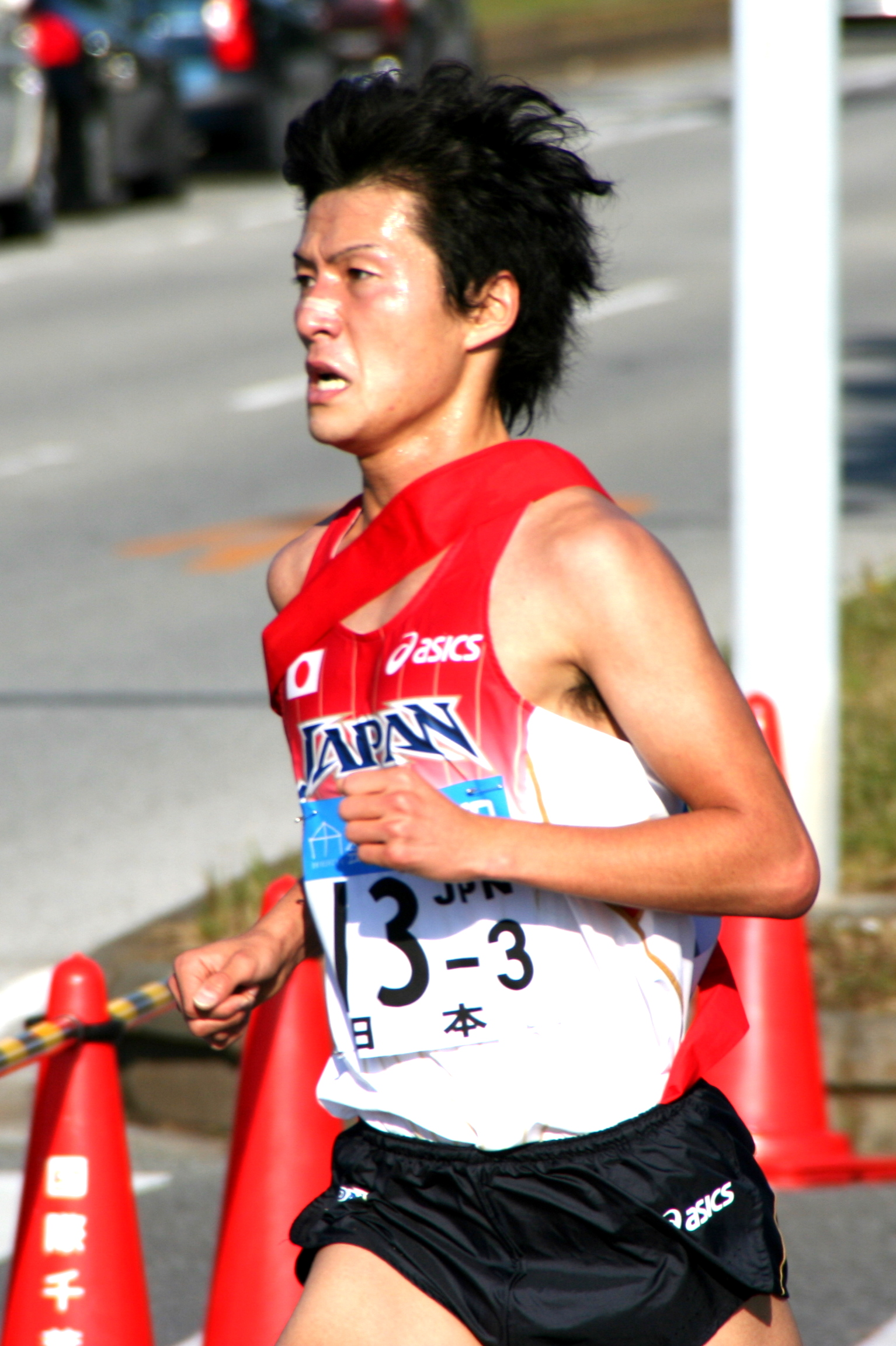
Kensuke Takezawa – Rang zwölf
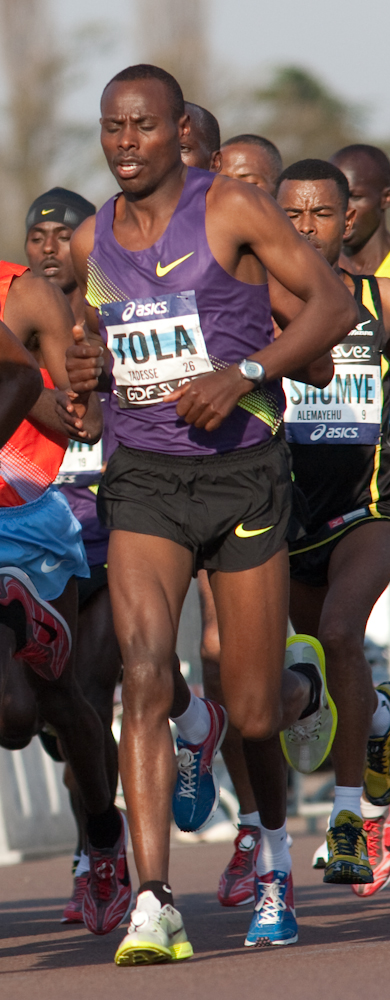
Tadese Tola – Rang dreizehn
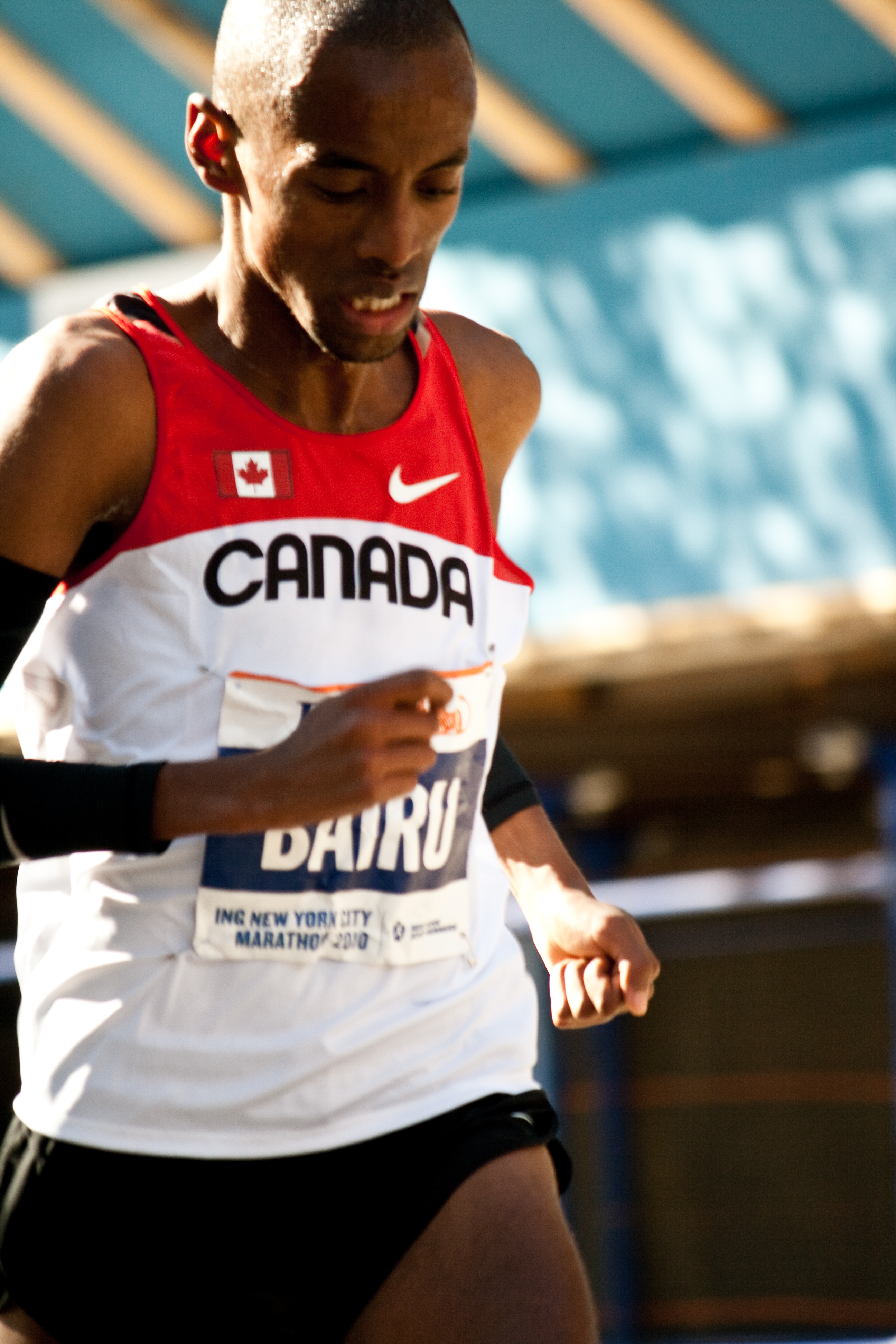
Simon Bairu – Rennen nicht beendet

## Video
- WC Men's 10,000m: Bekele in Osaka 2007, youtube.com, abgerufen am 21. Oktober 2020